# Słońca turmalinowe

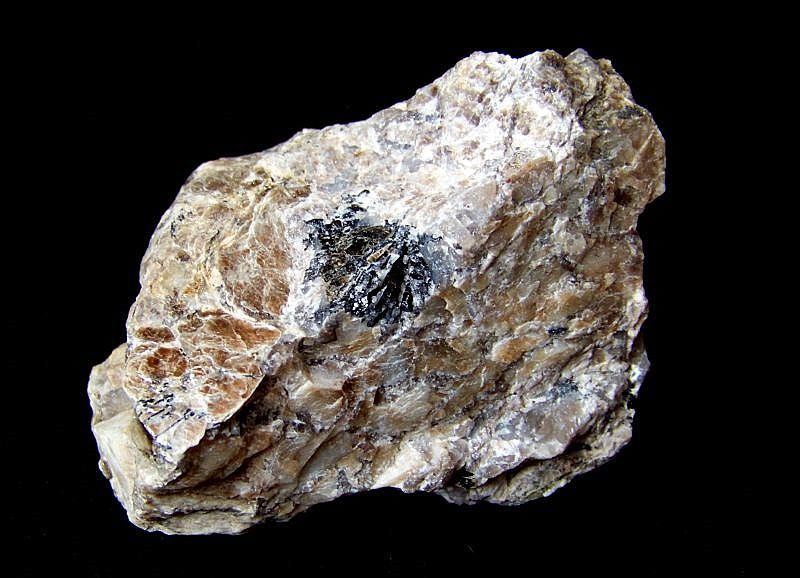
Pegmatyt hybrydowy z Szklar na Dolnym Śląsku, widoczne słońca turmalinowe.

Słońca turmalinowe – promieniste skupienia turmalinów utworzone przez pręcikowo lub igiełkowo wykształcone kryształy tego minerału. takie formy mogą przybierać wszystkie rodzaje turmalinów. Najczęściej spotykane tego typy formy występowania znajduje się w pegmatytach.